# Ryan Manning
Ryan Manning (Galway, 14 giugno 1996) è un calciatore irlandese, centrocampista del Southampton.

## Caratteristiche tecniche
È un esterno sinistro.

## Carriera

### Nazionale
Ha giocato nella nazionale irlandese Under-19.
Il 25 marzo 2017 ha esordito con la nazionale Under-21 irlandese disputando il match di qualificazione per gli Europei Under-21 2019 vinto 1-0 contro la Kosovo.
Nel 2020 ha esordito nella nazionale maggiore irlandese.

## Statistiche

### Presenze e reti nei club
Statistiche aggiornate all'8 maggio 2023.
| Stagione            | Squadra             | Campionato          | Campionato | Campionato | Coppe nazionali | Coppe nazionali | Coppe nazionali | Coppe continentali | Coppe continentali | Coppe continentali | Altre coppe | Altre coppe | Altre coppe | Totale | Totale |
| Stagione            | Squadra             | Comp                | Pres       | Reti       | Comp            | Pres            | Reti            | Comp               | Pres               | Reti               | Comp        | Pres        | Reti        | Pres   | Reti   |
| ------------------- | ------------------- | ------------------- | ---------- | ---------- | --------------- | --------------- | --------------- | ------------------ | ------------------ | ------------------ | ----------- | ----------- | ----------- | ------ | ------ |
| 2013                | Mervue Utd          | FD                  | 26+2       | 9+0        | CI+CdL          | 1+1             | 0               | -                  | -                  | -                  | -           | -           | -           | 30     | 9      |
| 2014                | Galway Utd          | FD                  | 21+4       | 3+2        | CI+CdL          | 0+1             | 0               | -                  | -                  | -                  | -           | -           | -           | 26     | 5      |
| gen.-giu. 2015      | QPR                 | PL                  | 0          | 0          | -               | -               | -               | -                  | -                  | -                  | -           | -           | -           | 0      | 0      |
| 2015-2016           | QPR                 | FLC                 | 0          | 0          | FACup+CdL       | 0               | 0               | -                  | -                  | -                  | -           | -           | -           | 0      | 0      |
| 2016-2017           | QPR                 | FLC                 | 18         | 1          | FACup+CdL       | 0               | 0               | -                  | -                  | -                  | -           | -           | -           | 18     | 1      |
| 2017-2018           | QPR                 | FLC                 | 19         | 2          | FACup+CdL       | 0+2             | 0               | -                  | -                  | -                  | -           | -           | -           | 21     | 2      |
| ago. 2018           | QPR                 | FLC                 | 1          | 0          | FACup+CdL       | 0+1             | 0               | -                  | -                  | -                  | -           | -           | -           | 2      | 0      |
| ago.-dic. 2018      | Rotherham Utd       | FLC                 | 18         | 4          | -               | -               | -               | -                  | -                  | -                  | -           | -           | -           | 18     | 4      |
| gen.-giu. 2019      | QPR                 | FLC                 | 8          | 0          | FACup           | 2               | 0               | -                  | -                  | -                  | -           | -           | -           | 10     | 0      |
| 2019-2020           | QPR                 | FLC                 | 41         | 4          | FACup+CdL       | 1+2             | 0+1             | -                  | -                  | -                  | -           | -           | -           | 44     | 5      |
| ago.-ott. 2020      | QPR                 | FLC                 | 0          | 0          | FACup+CdL       | 0+1             | 0+1             | -                  | -                  | -                  | -           | -           | -           | 1      | 1      |
| Totale QPR          | Totale QPR          | Totale QPR          | 87         | 7          |                 | 9               | 2               |                    | -                  | -                  |             | -           | -           | 96     | 9      |
| ago.-ott. 2020      | Swansea City        | FLC                 | 17+1       | 0          | FACup           | 3               | 0               | -                  | -                  | -                  | -           | -           | -           | 21     | 0      |
| 2021-2022           | Swansea City        | FLC                 | 38         | 2          | FACup+CdL       | 1+3             | 0               | -                  | -                  | -                  | -           | -           | -           | 42     | 2      |
| 2022-2023           | Swansea City        | FLC                 | 43         | 5          | FACup+CdL       | 2+1             | 0               | -                  | -                  | -                  | -           | -           | -           | 46     | 5      |
| Totale Swansea City | Totale Swansea City | Totale Swansea City | 98+1       | 7+0        |                 | 10              | 0               |                    | -                  | -                  |             | -           | -           | 109    | 7      |
| Totale carriera     | Totale carriera     | Totale carriera     | 257        | 32         |                 | 22              | 2               |                    | -                  | -                  |             | -           | -           | 279    | 34     |

### Cronologia presenze e reti in nazionale
| Cronologia completa delle presenze e delle reti in nazionale ― Irlanda | Cronologia completa delle presenze e delle reti in nazionale ― Irlanda | Cronologia completa delle presenze e delle reti in nazionale ― Irlanda | Cronologia completa delle presenze e delle reti in nazionale ― Irlanda | Cronologia completa delle presenze e delle reti in nazionale ― Irlanda | Cronologia completa delle presenze e delle reti in nazionale ― Irlanda | Cronologia completa delle presenze e delle reti in nazionale ― Irlanda | Cronologia completa delle presenze e delle reti in nazionale ― Irlanda |
| Data                                                                   | Città                                                                  | In casa                                                                | Risultato                                                              | Ospiti                                                                 | Competizione                                                           | Reti                                                                   | Note                                                                   |
| ---------------------------------------------------------------------- | ---------------------------------------------------------------------- | ---------------------------------------------------------------------- | ---------------------------------------------------------------------- | ---------------------------------------------------------------------- | ---------------------------------------------------------------------- | ---------------------------------------------------------------------- | ---------------------------------------------------------------------- |
| 18-11-2020                                                             | Dublino                                                                | Irlanda                                                                | 0 – 0                                                                  | Bulgaria                                                               | UEFA Nations League 2020-2021 - 1º turno                               | -                                                                      | 21’ 86’                                                                |
| 30-3-2021                                                              | Debrecen                                                               | Qatar                                                                  | 1 – 1                                                                  | Irlanda                                                                | Amichevole                                                             | -                                                                      | 84’                                                                    |
| 3-6-2021                                                               | Andorra La Vella                                                       | Andorra                                                                | 1 – 4                                                                  | Irlanda                                                                | Amichevole                                                             | -                                                                      | 86’                                                                    |
| 8-6-2021                                                               | Budapest                                                               | Ungheria                                                               | 0 – 0                                                                  | Irlanda                                                                | Amichevole                                                             | -                                                                      | 85’                                                                    |
| 26-3-2022                                                              | Dublino                                                                | Irlanda                                                                | 2 – 2                                                                  | Belgio                                                                 | Amichevole                                                             | -                                                                      | 80’                                                                    |
| 29-3-2022                                                              | Dublino                                                                | Irlanda                                                                | 1 – 0                                                                  | Lituania                                                               | Amichevole                                                             | -                                                                      |                                                                        |
| 10-9-2023                                                              | Dublino                                                                | Irlanda                                                                | 1 – 2                                                                  | Paesi Bassi                                                            | Qual. Euro 2024                                                        | -                                                                      | 64’                                                                    |
| 13-10-2023                                                             | Dublino                                                                | Irlanda                                                                | 0 – 2                                                                  | Grecia                                                                 | Qual. Euro 2024                                                        | -                                                                      | 46’                                                                    |
| 16-10-2023                                                             | Faro                                                                   | Gibilterra                                                             | 0 – 4                                                                  | Irlanda                                                                | Qual. Euro 2024                                                        | -                                                                      |                                                                        |
| 10-9-2023                                                              | Amsterdam                                                              | Paesi Bassi                                                            | 1 – 0                                                                  | Irlanda                                                                | Qual. Euro 2024                                                        | -                                                                      |                                                                        |
| 21-11-2023                                                             | Dublino                                                                | Irlanda                                                                | 1 – 1                                                                  | Nuova Zelanda                                                          | Amichevole                                                             | -                                                                      | 67’                                                                    |
| 14-11-2024                                                             | Dublino                                                                | Irlanda                                                                | 1 – 0                                                                  | Finlandia                                                              | UEFA Nations League 2024-2025 - 1º turno                               | -                                                                      | 85’                                                                    |
| 17-11-2024                                                             | Londra                                                                 | Inghilterra                                                            | 5 – 0                                                                  | Irlanda                                                                | UEFA Nations League 2024-2025 - 1º turno                               | -                                                                      | 67’                                                                    |
| 20-3-2025                                                              | Plovdiv                                                                | Bulgaria                                                               | 1 – 2                                                                  | Irlanda                                                                | UEFA Nations League 2024-2025 - Play-off                               | -                                                                      | 79’                                                                    |
| 23-3-2025                                                              | Dublino                                                                | Irlanda                                                                | 2 – 1                                                                  | Bulgaria                                                               | UEFA Nations League 2024-2025 - Play-off                               | -                                                                      | 66’                                                                    |
| 6-6-2025                                                               | Dublino                                                                | Irlanda                                                                | 1 – 1                                                                  | Senegal                                                                | Amichevole                                                             | -                                                                      | 66’                                                                    |
| 10-6-2025                                                              | Lussemburgo                                                            | Lussemburgo                                                            | 0 – 0                                                                  | Irlanda                                                                | Amichevole                                                             | -                                                                      | 21’                                                                    |
| Totale                                                                 |                                                                        | Presenze                                                               | 17                                                                     |                                                                        | Reti                                                                   | 0                                                                      |                                                                        |